# Reid Wiseman
Gregory Reid Wiseman (Baltimore, 11 november 1975) is een Amerikaans ruimtevaarder. In 2014 verbleef hij 165 dagen aan boord van het Internationaal ruimtestation ISS.
Wiseman maakt deel uit van NASA Astronautengroep 20. Deze groep van 14 astronauten begon hun training in augustus 2009 en werd op 4 november 2011 astronaut. 
Wiseman’s eerste en enige ruimtevlucht was Sojoez TMA-13M en vond plaats op 28 mei 2014. Deze vlucht bracht de bemanningsleden naar het ISS. Hij maakte deel uit van de bemanning van ISS Expeditie 40 en 41. Tijdens zijn missie maakte hij twee ruimtewandelingen.
Op 17 december 2020 werd hij benoemd tot Chief of the Astronaut Office.
Op 3 april 2023 werd bekendgemaakt dat Wiseman de eerste gezagvoerder van een Orion-vlucht, Artemis II, zal zijn.